# جامعة سيدي محمد بن عبد الله
جامعة سيدي محمد بن عبد الله (بالأمازيغية: ⵜⴰⵙⴷⴰⵡⵉⵜ ⵙⵉⴷⵉ ⵎⵓⵃⵎⵎⴰⴷ ⴱⵏ ⵄⴱⴷⵓⵍⵍⴰⵀ) هي جامعة تقع بمدينة فاس، بـالمغرب، تتكون من 12 مؤسسة للتعليم العالي في تخصصات مختلفة تشمل العلوم والآداب والشريعة والعلوم الاجتماعية والعلوم التكنولوجية وعلوم الطب والصيدلة وعلوم التدريس وعلوم التجارة وأيضاً العلوم التطبيقية. تشمل الجامعة على مدينة ابتكار مقسمة إلى أربعة مواقع جامعية: أكدال، سايس، بنسودة، وتازة. تأسست الجامعة بمدينة فاس في 17 أكتوبر 1975 بمقتضى الظهير رقم 2.75.662.

## تاريخ
تعتبر جامعة سيدي محمد بن عبد الله من أعرق وأكبر الجامعات المغربية، وتحمل اسم السلطان محمد بن عبد الله (محمد الثالث)، أحد أشهر السلاطين في عهد الأسرة العلوية (1757-1790).

## المنشآت
تضم جامعة سيدي محمد بن عبد الله فاس حاليًا، بالإضافة إلى الرئاسة، ثلاثة عشر مؤسسة ومركزًا للتعليم العالي والبحث مقسمة إلى أربعة مواقع جامعية:

### موقع فاس- ظهر المهراز
يقع حرم ظهر المهراز على بعد ثلاثة كيلومترات من وسط مدينة فاس:
| مؤسسة                                         | بلدة              | تأسيس |
| --------------------------------------------- | ----------------- | ----- |
| كلية العلوم                                   | ظهر المهراز - فاس | 1980  |
| كلية الآداب والعلوم الإنسانية                 | ظهر المهراز - فاس | 1961  |
| كلية العلوم القانونية والاقتصادية والاجتماعية | ظهر المهراز - فاس | 1975  |

### موقع فاس - سايس
يقع حرم جامعة فاس سايس على بعد ثلاثة كيلومترات من وسط مدينة فاس:
| مؤسسة                                    | بلدة       | تأسيس |
| ---------------------------------------- | ---------- | ----- |
| كلية العلوم والتكنولوجيا؛                | فاس - سايس | 2006  |
| كلية الآداب والعلوم الإنسانية؛ (الشريعة) | فاس - سايس | 1992  |
| المدرسة العليا للتكنولوجيا؛              | فاس - سايس | 1986  |
| كلية الطب والصيدلة وطب الأسنان بفاس؛     | فاس - سايس | 1999  |
| المدرسة الوطنية للعلوم التطبيقية؛        | فاس - سايس | 2005  |
| المدرسة الوطنية للتجارة والإدارة.        | فاس - سايس | 2006  |
| المدرسة العليا للأساتذة (ENS).           | فاس        | 1978  |

### موقع تازة
يتضمن الموقع كلية تازة متعددة التخصصات التي فتحت أبوابها في سبتمبر 2003 استقبال أكثر من 1 450 طالب من منطقة تازة:
| مؤسسة                      | بلدة | افتتاح |
| -------------------------- | ---- | ------ |
| كلية متعددة التخصصات تازة. | تازة | 2003   |

### موقع تاونات
يضم موقع تاونات كلية تاونات متعددة التخصصات:
| مؤسسة                                            | بلدة   | تأسيس          | افتتاح         |
| ------------------------------------------------ | ------ | -------------- | -------------- |
| كلية متعددة التخصصات تاونات؛                     | تاونات | في طور الإعداد | في طور الإعداد |
| المعهد الوطني للنباتات العطرية والطبية ـ تاونات. | تاونات | 2015           |                |

## الأحياء الجامعية
تضم الجامعة بمنشئاتها حاليا 4 أحياء جامعية للسكن خاصة بالطلبة:
- الحي الجامعي 2 ـ ظهر مهراز (ذكور)
  - تاريخ التشييد: 1980
  - السعة: 1655 (سرير)
- الحي الجامعي 1 سايس (إناث)
- الحي الجامعي 2 ـ سايس (إناث)
  - تاريخ التشييد: 1989
  - السعة: 960 (سرير)
- الحي الجامعي 3 ـ سايس (ذكور)
  - تاريخ التشييد: 1992
  - السعة: 925 (سرير)

## الشهادات
- شهادة جامعية للدراسات الأدبية، العلمية، الاقتصادية والحقوقية (CUEL، CUES، CUEE، CUED)
- دبلوم جامعي للتكنولوجيا (DUT)
- الإجازة في العلوم الحديثة، في الآداب، في العلوم الإنسانية، في علوم الاقتصاد وفي العلوم القضاء
- الإجازة التطبيقية
- دبلوم الدراسات العليا (DES)
- دكتوراه الدولة

## الإصدارات الدورية
- مقتطف (صحيفة) عن كلية الآداب والعلوم الإنسانية ـ ظهر مهراز
- الإصدار عن كلية الآداب والعلوم الإنسانية ـ ظهر مهراز
- مقتطف (صحيفة) عن كلية علوم الحقوق، الاقتصاد والاجتماع ـ ظهر مهراز
- مقتطف (صحيفة) عن كلية الآداب والعلوم الإنسانية ـ سايس

## المكتبات
تضم الجامعة 7 مكتبات للطلاب والباحثين موزعة في وسط المدينة وتضم هذه المكتبات أكثر من 164.000 مؤلف.

## الأبحاث
- مجموعات الدراسة والبحث حول: الاقتصاد الإسلامي؛ العمل، تكوين الأطر والكفاءات؛ الصناعة التكنولوجية؛ الاقتصاد الفلاحي.
- مجموعات الدراسة والبحث حول: موسوعة مدينة فاس القديمة؛ التغير في سفوح الأطلس المتوسط؛ الانهيار في هضبة سايس وجوانبها؛ المحيط والتنمية الدائمتين لمنطقة الريف المغربي ومنطقة ما قبل الريف؛ إستراتيجية تنموية لمدينة فاس؛ الدراسات اللسانية؛ الأدب المغربي: المجلدات والدواوين المغربية؛ استعمال اللغة الفرنسية في علوم الرياضيات، الفيزياء وفي الكيمياء؛ بحث حول دمج تدريس اللغة الإنجليزية بالتعليم الثانوي والعالي بالمغرب؛ الصحافة المغربية للتحرير بالإسبانية.
- الآداب وعلم اللغة الفرنسية؛ دراسة علم الحديث النبوي وعلوم القرآن.
- معجم إلكتروني للغة العربية/ قاموس إلكتروني ثنائي اللغة: فرنسي ـ عربي / عربي ـ فرنسي.
- مركز للدراسات حول ابن رشد (إعادة تجميع أعمال ابن رشد)
- مركز للدراسات حول التعريف والتقنية النقدية
- معهد التدوين وتجميع المؤلفات والخطوطات بالمملكة المغربية
- مركز للدراسات والبحوث حول مدينة فاس
- مختبر لتعديل وبث الملف: مجموعة الملف: مراقبة الجودة من منظور اصطناعي؛ تعديل الوضوح في الصور التركيبية؛ إعادة ترميم الصور.
- مجموعة البث (الإرسال): تآلف كهرمغناطيسي.
- معمل الميكانيكا والإنتاج مجموعة الحسابات الهيكلية: النمذجة ، قوانين السلوك لميكانيكا تكسير المواد المرنة ، اللزجة ، الحرارية والبلاستيكية. مجموعة نمذجة التدفق: حل معادلات أويلر للسائل القابل للضغط باستخدام طريقة حديدي ذاتي التكيف ؛ تحليل ثنائي الأبعاد للمعادلات بواسطة طريقة Euler Lagrange.
- تنفيذ تقدير مكاني مرتبط بشبكة غير منظمة لقاعدة العنصر المحدود المثلث

## التعاون الجامعي
- جامعة الموصل (العراق)
- جامعة الخرطوم (السودان)
- جامعة نانسي 1 (فرنسا)
- جامعة قرطبة (قرطبة، إسبانيا)
- جامعة حلب (سورية)
- اتحاد المؤرخين العرب
- الوكالة الحضرية لولاية فاس
- مشروع ميد كامبوس أكسيون
- دخول مجال التفعيل رقم 637، 1106، 708، 873، 961، 968، 1176
- الجامعة الكاتوليكية بمدينة لوفان (بلجيكا)
- جامعة كوادالاخارا (المكسيك)
- جامعة الزقازيق (مصر)
- كلية العلوم الاقتصادية والتصرف بصفاقس
- جامعة سليمان الدولية[22]

## إحصائيات
يعرض الجدول الآتي إحصائيات الجامعة:
| السنوات               | 1997   | 2011   | 2022                    |
| --------------------- | ------ | ------ | ----------------------- |
| عدد الطلبة            | 35.000 | 71.462 | 93.530 (30330 طلبة جدد) |
| عدد الخريجين          |        |        | 12447                   |
| الطاقم التعليمي       | 1012   | 1.321  | 1708                    |
| طاقم الإدارة والخدمات | 1.415  |        | 726                     |
| عدد المؤسسات المنشئات |        |        | 13                      |
| عدد المختبرات         |        |        | 58                      |
| الأحياء الجامعية      |        |        | 4                       |

## وصلات خارجية
- الموقع الرسمي لجامعة سيدي محمد بن عبد الله